# Jim Ryan
Jim Ryan – podróżnik, autor przewodników
Jim Ryan jest z wykształcenia inżynierem budownictwa, jednak z pasji dla gór przemierzył i opisał liczne piesze szlaki w Nepalu, Lesotho w pd. Afryce, na Kilimandżaro oraz wyspie Reunion na Oceanie Indyjskim. Szczyt i rejon Aconcagui zrobiły na nim duże wrażenie podczas jego pierwszej podróży w te okolice. Zauważył brak informacji odnośnie do tej góry i napisał przewodnik „Aconcagua”, służący odtąd trekkerom ze wszystkich stron świata.

## Wybrane publikacje
- Aconcagua i okoliczne pasma w Argentynie i Chile, (ang.  Aconcagua and the southern Andes) Wydawnictwo Sklep Podróżnika, 2011, wyd.I, ISBN 978-93-7136-070-1